# Radwimps
Radwimps (ラッドウインプス, Raddo'uinpusu) (gestileerd als RADWIMPS) is een Japanse rockband die werd opgericht in 2001. De bandnaam is een samenstelling van de Engelse woorden rad en wimp (vrij vertaald als uitstekend watje).
De band verwierf commercieel succes in 2006 met het album Radwimps 4: Okazu no Gohan, en werd bekend om hun latere singles "Order Made" en "Dada" uit respectievelijk 2008 en 2011. De band is ook bekend om hun soundtrack voor de animefilms Your Name. (2016) en Suzume (2022).
Meerdere albums van Radwimps bereikten de eerste plek in de Japanse hitlijsten, waaronder Human Bloom en Anti Anti Generation.

## Bandleden

### Huidige bezetting
- Yojiro Noda (zang, gitaar)
- Yusuke Takeda (basgitaar)
- Satoshi Yamaguchi (drums)

### Oud-leden
- Yusuke Saiki (slaggitaar)
- Kei Aso (basgitaar)
- Akio Shibafuji (drums)
- Akira Kuwahara (hoofdgitarist)

## Discografie
- Radwimps (2003)
- Radwimps 2: Hatten Tojō (2005)
- Radwimps 3: Mujintō ni Motte Ikiwasureta Ichimai (2006)
- Radwimps 4: Okazu no Gohan (2006)
- Altocolony no Teiri (2009)
- Zettai Zetsumei (2011)
- Batsu to Maru to Tsumi to (2013)
- Your Name. (2016, soundtrack)
- Human Bloom (2016)
- Anti Anti Generation (2018)
- Weathering with You (2019, soundtrack)
- Forever Daze (2021)
- Suzume (2022, soundtrack)